# Dalia Lorbek
Dalia Lorbek (ur. 19 lutego 1978) – słoweńska narciarka alpejska, brązowa medalistka mistrzostw świata juniorów.

## Kariera
Pierwszy raz na arenie międzynarodowej Dalia Lorbek pojawiła się 20 grudnia 1994 roku w Nendaz, gdzie w zawodach FIS Race zajęła 20. miejsce w slalomie. W 1995 roku została złotą medalistką olimpijskiego festiwalu młodzieży Europy w slalomie z czasem 1:35,42 s. W 1996 roku wystartowała na mistrzostwach świata juniorów w Schwyz, gdzie jej najlepszym wynikiem było dwunaste miejsce w slalomie. Podczas rozgrywanych rok później mistrzostw świata juniorów w Schladming wywalczyła brązowy medal w kombinacji. W zawodach tych wyprzedziły ją jedynie Włoszka Karen Putzer oraz Austriaczka Martina Lechner. Na tej samej imprezie była też między innymi jedenasta w slalomie i piętnasta w supergigancie.
W zawodach Pucharu Świata zadebiutowała 7 stycznia 1996 roku w Mariborze, gdzie nie zakwalifikowała się do drugiego przejazdu slalomu. Nigdy jednak nie zdobyła punktów do klasyfikacji generalnej. Startowała częściej w zawodach Pucharu Europy, jednak w tym cyklu także nie zdobywała punktów. Nie brała udziału w mistrzostwach świata ani igrzyskach olimpijskich.

## Osiągnięcia

### Mistrzostwa świata juniorów
| Miejsce | Dzień     | Rok  | Miejscowość | Konkurencja | Czas biegu  | Strata     | Zwyciężczyni     |
| ------- | --------- | ---- | ----------- | ----------- | ----------- | ---------- | ---------------- |
| 26.     | 27 lutego | 1996 | Schwyz      | Zjazd       | 1:34,10 min | +3,83 s    | Selina Heregger  |
| 23.     | 28 lutego | 1996 | Schwyz      | Supergigant | 1:31,50 min | +3,77 s    | Sylviane Berthod |
| DNF1    | 29 lutego | 1996 | Schwyz      | Gigant      | 2:07,15 min | -          | Karen Putzer     |
| 12.     | 2 marca   | 1996 | Schwyz      | Slalom      | 1:43,79 min | +3,50 s    | Sandra Hälldahl  |
| 18.     | 26 lutego | 1997 | Schladming  | Zjazd       | 1:37,45 min | +2,71 s    | Monika Bergmann  |
| 15.     | 27 lutego | 1997 | Schladming  | Supergigant | 1:19,96 min | +3,13 s    | Karen Putzer     |
| 11.     | 28 lutego | 1997 | Schladming  | Slalom      | 1:38,88 min | +3,94 s    | Tanja Poutiainen |
| 19.     | 1 marca   | 1997 | Schladming  | Gigant      | 1:56,82 min | +6,20 s    | Karen Putzer     |
| 3.      | 1 marca   | 1997 | Schladming  | Kombinacja  | 62,32 pkt   | +36,15 pkt | Karen Putzer     |

### Puchar Świata

#### Miejsca w klasyfikacji generalnej
- sezon 1995/1996: -

#### Miejsca na podium
Lorbek nigdy nie stanęła na podium zawodów PŚ.

### Puchar Europy

#### Miejsca w klasyfikacji generalnej
- sezon 1995/1996: -
- sezon 1996/1997: -
- sezon 1997/1998: -

#### Miejsca na podium
Lorbek nigdy nie stanęła na podium zawodów PE.